# Stadion Golęcin w Poznaniu (lekkoatletyczny)
Stadion Golęcin (dawniej Stadion Olimpii Poznań) – stadion lekkoatletyczny klubu TS Olimpia Poznań, znajdujący się w Poznaniu (Golęcin) w Lasku Golęcińskim przy jeziorze Rusałka przy ul. Warmińskiej 41.

## Historia
Stadion został zbudowany w 1952 roku. Zmodernizowany w 1997. Posiada zegar i tablicę świetlną oraz trybuny na 3000 miejsc.
W dniach 8–17 lipca 1984 r., wspólnie ze znajdującym się obok stadionem piłkarsko-żużlowym, był areną XI Ogólnopolskiej Spartakiady Młodzieży.
Od 2001 do 2003 arena mityngu Żywiec Cup. W lipcu 2006 odbyły się tu Mistrzostwa Europy Weteranów, a w 2007 roku – 83. Mistrzostwa Polski Seniorów w Lekkoatletyce. W czerwcu 2021 na stadionie odbyły się mistrzostwa Polski w lekkoatletyce.